# ヘル・ノー
ヘル・ノー(Team Hell No)はアメリカ合衆国のプロレス団体WWEで活動するケインとダニエル・ブライアンによるタッグチーム。チーム名は、悪魔が信頼を寄せる怪物（The Devil's Favorite Demon）の異名を持つケインと"No!"を連呼するダニエル・ブライアンという2人のキャラクターに由来する。2人はもともとは抗争する敵同士であったが、当時のRAWのジェネラルマネージャー、AJ・リーによって2人はアンガーマネジメントクラスへの出席が命じられ、2人は強制的にチームを組まされた。機能不全のチームであるにもかかわらず、タッグチーム王座戦では勝利した。

## 来歴

### チーム結成の背景
オーバー・ザ・リミットで行われたWWE王座戦でCMパンクに敗れたダニエル・ブライアンは、パンクがブライアンをフォールしたすぐ後にタップしたことを理由に、ノー・ウェイ・アウトでの再戦を要求した。PPVが迫る中、5月18日のSmackDownではパンク対ケイン戦が、ブライアンが実況席につく中行われた。その試合にブライアンは乱入し、パイプ椅子でケインを攻撃、パンクに罪を着せケインがパンクを攻撃するように仕向けた。5月21日のRAWでブライアンはケインと対戦し、パンクの仕返しによって今度はブライアンがケインに狙われるよう追い込まれた。以後、ケインは自分が利用されたことから、ブライアンとパンクの両者を無差別に攻撃の対象とした。この間、3人と、ブライアンにふられて情緒不安定になっていたAJの恋愛アングルが進行。6月1日のSmackDownで行われたパンク対ケインのWWE王座戦にはブライアンが乱入し両者を強襲したが、ケインはブライアンとパンクにチョークスラムを浴びせた。これを受けて、GMのジョン・ロウリネイティスは、ノー・ウェイ・アウトにおいて、パンク対ブライアン、ケインのトリプルスレットマッチのWWE王座戦を行うことを決定。その王座戦でパンクはケインをフォールして勝利を収めた。
その後、マネー・イン・ザ・バンクの王座戦でも敗れたダニエル・ブライアンは、7月16日のRAWでAJにプロポーズし、翌週のRAW1000回特番で結婚式をあげることを決定した。しかし、結婚式の最中、AJはブライアンを拒否し、ビンス・マクマホンから受けたRAWのGM就任の誘いを選んだ。ブライアンは式の飾りを破壊するほどに激怒したが、その後、CMパンクやザ・ロック、ゲストのチャーリー・シーンにまで馬鹿にされ、自信過剰だったブライアンの性格は、短気で神経質なものへと変容した。ブライアンは7月30日のRAWでシェイマスにストリートファイト戦で敗れた後、AJから婚約中に彼女を精神病院に入れようをしていたことに対する復讐として、心理検査を受けるよう命令された。検査の途中、ケインが自身をブライアンのセラピストだとして襲撃したこと受け、8月6日のRAWでAJはブライアンとケインをサマースラムで対戦させることを決定。試合はブライアンがロールアップで勝利したが、激怒したケインはバックステージで暴れまわった。

### タッグチーム王者として（2012年9月～2013年4月）
サマースラム戦の後、ケインはブライアンとの再戦を要求してますます暴力的になり、ブライアンはファンが"Yes"チャントを繰り返すことに耐え切れず、試合やインタビュー中に怒りを爆発させるようになった。ブライアンとケインの問題を解決するため、AJは2人をDr.シェルビーのアンガーマネジメントクラス（日本語字幕では「怒り抑制セラピー」）に参加させ、その後"Hug it Out"（ハグしてわだかまりをなくす）を行うように命じた。Dr.シェルビーとAJは2人を、タッグチーム王座戦の第一挑戦者を決定するためとしてプライムタイム・プレイヤーズ (タイタス・オニール＆ダレン・ヤング)と対戦させることを決定。9月10日のRAWで敵対する者同士の2人は小競り合いや内紛をしながらも、結果的に勝利し、王座戦の第一挑戦者に内定した。さらにはナイト・オブ・チャンピオンズにて王者であるコフィ・キングストン＆Rトゥルースにも勝利し、タッグチーム王者となった。ブライアンとケインはRAWにて前王者からの再戦にも勝利することに成功。翌週のRAWではファンからの投票によってヘル・ノーがタッグチーム名として決定した。
2012年10月28日のヘル・イン・ア・セルでヘル・ノーはローデス・スカラーズ (コーディ・ローデス＆ダミアン・サンドウ)に反則裁定で敗れたものの、王座は保持した。10月29日のRAWで、ダニエル・ブライアンとケインはチームフォーリーのメンバーに選ばれ、サバイバー・シリーズの伝統であるチーム・エリミネーション・マッチでチームジグラー と対峙することとなった。また、2人はWWE Main Eventでローデス・スカラーズからの再度の挑戦も退けた。12月3日のRAWで、ミズTVにCMパンクが参加する中、ザ・シールドに襲われていたライバックの手助けをしたことで、ベビーフェイスとヒールの中間というキャラクターを確立した。騒乱のなか、パンクは膝を負傷。ライバックはTLCにて彼の持つ王座にTLC戦で挑戦するはずだったが、ビンス・マクマホンによって、TLCにてチームヘル・ノーと組んでザ・シールドとTLC戦を行うことが決定されたものの、敗北した。
その後もローデス・スカラーズと抗争を続け、結局のところ王座戦では３戦全て防衛。
他にもNXTでジョニー・カーティス＆マイケル・マクギリカティ、RAWで3MBから王座防衛。
ロイヤルランブルやエリミネーション・チェンバーではブライアンがケインを裏切って脱落させ（ようとし）たり、その後のRAWやスマックダウンでプライムタイム・プレイヤーズ戦で目隠しや片腕縛りの状態で試合を行ってからの仲間割れなど、喧嘩の種も多いが大きな仲たがいは起こさず、続くプライムタイムとの普通の試合では平常通りの勝利を挙げた。レッスルマニアではドルフ・ジグラー＆ビッグ・E・ラングストンから王座防衛。

### タッグ王座崩御（2013年4月～）
シールドとの抗争が再発し、ジ・アンダーテイカーまでも巻き込み戦いをつづけたが劣勢が続き、最後は5月のエクストリーム・ルールズでセス・ロリンズ＆ロマン・レインズとのタッグ王座戦に敗れ、さらに再戦でも取得ならず。ランディ・オートンが抗争に巻き込まれ、更なる戦いを繰り広げ、結果的にブライアン＆オートンが6月ペイバックでのタッグ王座戦を行うことに決まった。それによりブライアンはヘル・ノーの解散を示唆。結果王座取得もならず、さらに確執を深め、最後は自然消滅のような形で終了する結果となった。ただし、7月の日本公演ではシールドとの戦いにシェイマスやシナと組み6人タッグ戦をつつがなく行い、勝利している。

### タッグ再結成（2018年6月～）
2018年6月26日、SmackDown Liveにてダニエル・ブライアン vs ハーパーの試合中にハーパーのパートナーであるローワンが介入して反則裁定になるが、尚も攻撃を続ける両者に対してケインが入場口より登場。協力してブラジオン・ブラザーズを追い払い抱擁を交わす。GMであるペイジが現れ、2013年以来となるチーム・ヘル・ノーの再結成と同時に7月15日に開催するExtreme Rules 2018でWWEスマックダウンタッグ王座を保持するブラジオン・ブラザーズとの王座戦を行う事を発表された。7月15日、Extreme Rules 2018にてWWEスマックダウンタッグ王座を保持するブラジオン・ブラザーズ（ハーパー & ローワン）に挑戦。試合前にケインが襲撃を受けた為にブライアンが一人で試合に挑む事になり苦戦。中盤にケインが助けに駆けつけるも左脚を痛めた状態であり試合を覆す事ができず、最後にブライアンがローワンのスピンキックから合体技を決められ敗戦した。

## 入場曲
- Fight of the Valkyries - ダニエル・ブライアンの入場曲
- Veil Of Fire - ケインの入場曲

2人はそれぞれ個別に入場することが多いが、そろって入場する場合ケインに合わせるのが普通である。

## 獲得タイトル
WWE
- WWEタッグ王座 : 1回